# دنیس ربریک
دنیس ربریک (اوکراینی: Денис Ребрик؛ زادهٔ ۴ آوریل ۱۹۸۵) بازیکن فوتبال اهل اوکراین است.
از باشگاه‌هایی که در آن بازی کرده‌است می‌توان به باشگاه فوتبال اوورلا اوژهورود و باشگاه ورزشی واشاش اشاره کرد.